# Eouvigerinidae
Eouvigerinidae es una familia de foraminíferos bentónicos de la superfamilia Eouvigerinoidea, del suborden Rotaliina y del orden Rotaliida. Su rango cronoestratigráfico abarca desde el Albiense (Cretácico inferior) hasta la Plioceno.

## Clasificación
Eouvigerinidae incluye a los siguientes géneros:
- Eouvigerina †
- Labiostoma †